# 30888 Okitsumisaki
30888 Okitsumisaki este un asteroid din centura principală de asteroizi.

## Descriere
30888 Okitsumisaki este un asteroid din centura principală de asteroizi. A fost descoperit pe 19 ianuarie 1993 la Geisei de Tsutomu Seki. Asteroidul prezintă o orbită caracterizată de o semiaxă mare de 2,87 ua, o excentricitate de 0,24 și o înclinație de 4,1° în raport cu ecliptica.